# ボルソ・デル・グラッパ
ボルソ・デル・グラッパ（伊: Borso del Grappa）は、イタリア共和国ヴェネト州トレヴィーゾ県にある、人口約5,900人の基礎自治体（コムーネ）。

## 地理

### 位置・広がり

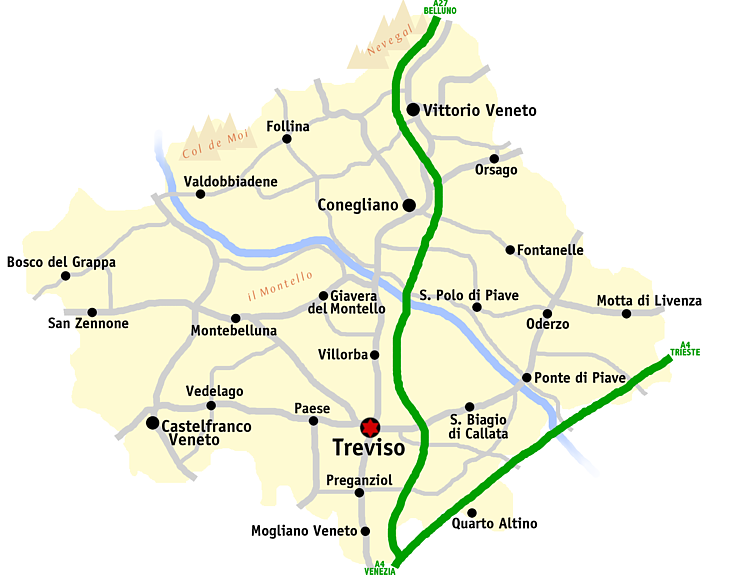
トレヴィーゾ県概略図

#### 隣接コムーネ
隣接するコムーネは以下の通り。括弧内のVIはヴィチェンツァ県所属を示す。
- ムッソレンテ (VI)
- ピエーヴェ・デル・グラッパ
- ポーヴェ・デル・グラッパ (VI)
- ロマーノ・デッツェリーノ (VI)
- サン・ゼノーネ・デッリエッツェリーニ
- ヴァルブレンタ (VI)

### 気候分類・地震分類
気候分類では、zona E, 2738 GGに分類される。
また、イタリアの地震リスク階級 (it) では、zona 2 (sismicità media) に分類される。